# Finale UEFA Cup 2007
De UEFA Cupfinale van het seizoen 2006/07 was de 36e finale in de geschiedenis van de UEFA Cup. Met RCD Espanyol en Sevilla FC stonden er voor het eerst twee Spaanse teams in de finale. Na 120 minuten was de score 2-2. Sevilla trok pas na een strafschoppenreeks aan het langste eind en mocht voor het tweede jaar op rij de UEFA Cup in de hoogte steken.

## Wedstrijdverslag

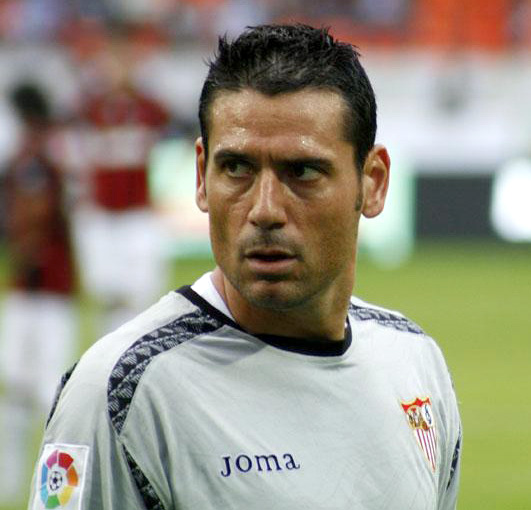
Doelman Andrés Palop stopte drie strafschoppen en werd de held van de avond.

De Braziliaanse linkermiddenvelder Adriano rondde na 18 minuten een verre uitworp van zijn doelman af. Hij snelde zijn flank af en trapte de bal in de verste hoek voorbij Gorka Iraizoz. De Catalanen reageerden meteen tegen via hun linkermiddenvelder, de Spanjaard Albert Riera. Tien minuten na het openingsdoelpunt snelde ook hij zijn flank af. Riera sneed naar binnen en plaatste de bal met een gelukje in de verste hoek: 1-1.
In de tweede helft werd er niet meer gescoord, hoewel Espanyol met een man minder viel na de uitsluiting van Moisés Hurtado. Hij kreeg na iets meer dan een uur spelen een tweede gele kaart. Pas in de verlengingen leek opnieuw Sevilla aan het langste eind te trekken. Spits Kanouté werkte aan de eerste paal een lage voorzet binnen: 1-2. Espanyol leek uitgeteld, maar knokte zich net als in de eerste helft terug in de wedstrijd. Met nog slechts enkele minuten te gaan, zorgde invaller Jônatas met een knap afstandsschot voor de gelijkmaker.
In de strafschoppenreeks mocht Sevilla van start gaan. Kanouté trapte de bal beheerst binnen. Luis García kende minder geluk. Na een onderbroken aanloop trapte hij de bal niet voldoende in de hoek. Doelman Andrés Palop had er weinig moeite mee. Sevilla nam het geschenk in dank aan. Ivica Dragutinović zorgde wat later voor de 0-2-voorsprong. Ook Walter Pandiani van Espanyol miste niet, hetgeen Daniel Alves wel deed. Zijn schot vloog ver over. Jônatas, die in de laatste verlenging nog voor de gelijkmaker zorgde, kon Espanyol weer op gelijke hoogte brengen. Maar de Braziliaan zag zijn schot gestopt worden. Antonio Puerta miste niet en verhoogde zo de druk bij de Catalanen. Toen Palop ook de laatste strafschop van Espanyol stopte, mocht Sevilla de UEFA Cup in ontvangst nemen. De doelman werd achteraf ook verkozen tot "Man van de Match".

## Vroege overlijdens
Twee spelers die in de finale van 2007 in actie kwamen, overleden niet veel later. Antonio Puerta, die de laatste strafschop van Sevilla omzette, stierf enkele maanden na de finale aan de gevolgen van een hartaanval. In 2009 stierf ook Daniel Jarque van Espanyol aan een hartaanval. Ze werden respectievelijk 22 en 26 jaar oud.

### Wedstrijdinfo
|                   |                                       |              |                                   |                                                                                          |
| 16 mei 2007 20:45 | RCD Espanyol                          | 2 – 2 (n.v.) | Sevilla FC                        | Hampden Park, Glasgow Toeschouwers: 50.670 Scheidsrechter: Massimo Busacca (Zwitserland) |
| 16 mei 2007 20:45 | Riera 28' Jônatas 115'                |              | 18' Adriano 105' Kanouté          | Hampden Park, Glasgow Toeschouwers: 50.670 Scheidsrechter: Massimo Busacca (Zwitserland) |
| 16 mei 2007 20:45 | Strafschoppen                         |              |                                   | Hampden Park, Glasgow Toeschouwers: 50.670 Scheidsrechter: Massimo Busacca (Zwitserland) |
| 16 mei 2007 20:45 | Luis García Pandiani Jônatas Torrejón | 1 – 3        | Kanouté Dragutinović Alves Puerta | Hampden Park, Glasgow Toeschouwers: 50.670 Scheidsrechter: Massimo Busacca (Zwitserland) |

| Espanyol | Sevilla |

| RCD Espanyol:    |    |                    |         |
|                  |    |                    |         |
| GK               | 1  | Gorka Iraizoz      |         |
| RB               | 8  | Pablo Zabaleta     |         |
| CB               | 21 | Daniel Jarque      |         |
| CB               | 19 | Marc Torrejón      |         |
| LB               | 3  | David García       |         |
| RM               | 18 | Francisco Rufete   | 56'     |
| DM               | 22 | Moisés Hurtado     | 23' 68' |
| AM               | 9  | Iván de la Peña    | 87'     |
| LM               | 11 | Albert Riera       |         |
| CF               | 10 | Luis García        |         |
| CF               | 23 | Raúl Tamudo        | 73'     |
| Wisselspelers:   |    |                    |         |
| GK               | 25 | Carlos Kameni      |         |
| DF               | 4  | Jesús María Lacruz | 73'     |
| DF               | 30 | Javier Chica       |         |
| MF               | 6  | Eduardo Costa      |         |
| MF               | 16 | Jônatas            | 87'     |
| FW               | 7  | Walter Pandiani    | 56'     |
| FW               | 20 | Coro               |         |
| Trainer:         |    |                    |         |
| Ernesto Valverde |    |                    |         |

| Sevilla FC:    |    |                     |         |
|                |    |                     |         |
| GK             | 1  | Andrés Palop        |         |
| RB             | 4  | Daniel Alves        |         |
| CB             | 2  | Javi Navarro        |         |
| CB             | 16 | Antonio Puerta      | 115'    |
| LB             | 19 | Ivica Dragutinović  |         |
| RM             | 18 | José Luis Martí     |         |
| CM             | 8  | Christian Poulsen   |         |
| AM             | 25 | Enzo Maresca        | 46'     |
| LM             | 6  | Adriano             | 76'     |
| CF             | 12 | Frédéric Kanouté    | 82'     |
| CF             | 10 | Luís Fabiano        | 62' 64' |
| Wisselspelers: |    |                     |         |
| GK             | 13 | David Cobeño        |         |
| DF             | 3  | David Castedo       |         |
| DF             | 20 | Aitor Ocio          |         |
| MF             | 11 | Renato              | 76'     |
| MF             | 15 | Jesús Navas         | 46'     |
| FW             | 7  | Javier Chevantón    |         |
| FW             | 9  | Aleksandr Kerzjakov | 64'     |
| Trainer:       |    |                     |         |
| Juande Ramos   |    |                     |         |

| Man of the Match: Andrés Palop Assistent-scheidsrechters: Matthias Arnet Stéphane Cuhat Vierde official: Carlo Bertolini |